# Sant Nicolau de la Riba
Sant Nicolau de la Riba és una església parroquial de la vila de la Riba (l'Alt Camp), protegida com a bé cultural d'interès local. La parròquia té com a sufragànies les de Sant Salvador de Picamoixons i Sant Simó de Fontscaldes, dos nuclis del municipi de Valls. Està adscrita a l'arxiprestat de l'Alt Camp de l'arquebisbat de Tarragona.

## Arquitectura
L'església consta de tres naus. Els suports són pilars i pilastres, i els arcs són de mig punt amb cúpula sobre petxina, que es manifesta exteriorment en forma de cimbori vuitavat amb obertures ovals. Té base quadrada i tres cossos vuitavats. La façana és senzilla. De baix a dalt, centrades, presenta la porta d'accés rectangular, una fornícula i una obertura circular. Les obertures són de teula i el material és la pedra. La façana mostra una decoració esgrafiada. El campanar neoclàssic aixecat des del 1722, consta d'un primer cos de forma gairabé quadrada, el segon és octagonal amb motllures al seu inici, a sota dels finestrals i al seu damunt. Està capçat per una cornisa motllurada, un terrat amb balustrada i uns petits pinacles sobre els pilars dels angles; al seu damunt hi ha una torrella quadrada de caires aixamfranats amb pilars i pinacles als caires i obertures en arc de mig punt, una a cada costat.

## Història
Les informacions sobre la data de construcció de l'església de Sant Nicolau no són coincidents, tot i situar-la dintre del segle xviii. Mentre que la Gran Geografia Comarcal de Catalunya afirma que fou construïda l'any 1764 i que el campanar s'acabà el 1792, la fitxa del Col·legi d'Arquitectes de Catalunya de Tarragona dona com a data d'edificació el 1716, i el 1760 com a any de finalització del campanar.